# 아파치벤치
아파치벤치(ApacheBench, ab)는 HTTP 웹 서버의 성능 측정을 위한 싱글 스레드 명령 줄 컴퓨터 프로그램이다. 원래 아파치 HTTP 서버를 테스트할 목적으로 설계되었으며 현재는 모든 웹 서버를 테스트할 수 있을 만큼 충분히 일반화되어 있다.
ab 도구가 표준 아파치 소스 배포판과 함께 번들링되어 있으며 아파치 웹 서버처럼 자유, 오픈 소스 소프트웨어이며 아파치 라이선스에 의거하여 배포된다.

## 사용 예
```
ab
 
-n
 
100
 
-c
 
10
 
"https://ko.wikipedia.org/wiki/대문"

```

이 예제에서 이 명령은 100개의 HTTP 요청을 실행하고 동시에 최대 10개의 요청을 특정 URL "https://ko.wikipedia.org/wiki/대문"에 처리한다.

## 동시성 vs. 스레드
아파치벤치는 하동시성 레벨의 지정(-c 변수로 지정) 여부에 관계 없이 하나의 운영 체제 스레드만을 사용한다. 일부의 경우 특히 고용적의 서버를 벤치마킹할 때 아파치벤치 인스턴스 하나만 가지고서는 병목 현상이 발생할 수 있다. 다중 프로세서 코어의 하드웨어에서 아파치벤치를 사용할 때 대상 URL을 더 포화시키기 위해 추가적인 아파치벤치 인스턴스를 병렬로 사용할 수 있다.

## 아파치벤치의 감지
아파치벤치의 사용자 에이전트 문자열은 다음과 같다:
ApacheBench/MAJOR.MINOR
여기서 MAJOR와 MINOR는 프로그램의 메이저, 마이너 버전 정보를 나타낸다.

## 같이 보기
- 웹 서버 벤치마킹